# Carl Ekecrantz (1811–1889)
Carl Oscar Ekecrantz, född den 11 oktober 1811 i Stockholm, död där den 19 oktober 1889, var en svensk läkare. Han var far till Walter och Otto Ekecrantz.
Ekecrantz blev student vid Uppsala universitet 1828, medicine kandidat 1834, medicine licentiat 1835, medicine doktor samma år och kirurgie magister vid Karolinska institutet 1836. Han var stadsläkare i Västerås 1836–1837, läkare vid Botkyrka och Salems sjukvårdsinrättningar i Stockholms län 1838–1839, praktiserande läkare i Stockholm från 1839, provinsialkirurg i Stockholms län 1842–1857, läkare vid Stockholms stads arbetsinrättning 1845–1870 och fabriksfattigläkare i Stockholm från 1845.